# Маркус Фугер
Маркус Фугер фон дер Лилие (Маркс Фугер) (на немски: Markus Fugger, von der Lilie; Marx Fugger; * 1529; † 18 април 1597) е фрайхер от швабската търговска фамилия Фугер, банкер, търговец и хуманист.
Той е най-възрастният син на банкера фрайхер Антон Фуггер (1493 – 1560) и на Анна Фугер, родена Релингер (1511 – 1548), дъщеря на Ханс 'Стари' Релингер (1483 – 1553) и Анна Дитенхаймер (1486 – 1563).
Маркус Фугер се жени на 1 март 1557 г. в Аугсбург за графиня Сибила фон Еберщайн (* 1531; † 6 септември 1589), дъщеря на Вилхелм IV фон Еберщайн, президент на имперския камерен съд, и съпругата му графиня Йохана фон Ханау-Лихтенберг (1507 – 1572), дъщеря на граф Филип III фон Ханау-Лихтенберг и на маркграфиня Сибила фон Баден. Те имат 14 деца. Неговият фамилен клон измира обаче по мъжка линия през 1671 г.
Маркус Фугер получава редица висши служби: кемерер на ерцхерцог Ернст Австрийски, президент на камерата, съветник в курфюрство Бавария, управител в Ландсхут, в Аугсбург. След смъртта на баща му 1560 г. Маркус Фугер управлява собствеността заедно с братята си Ханс (1531 – 1598) и Якоб (1542 – 1598). След подялбата през 1575 г. той получава част в Нордендорф. Той живее с други от фамилията в част от къщите им в Аугсбург.
Той управлява успешно повече от 30 години новооснованата фирма Маркс Фугер и братя (Firma Marx Fugger und Gebrüder). Той се интересува от църковна история, става мецен и събира книги и антиквитети. Взема Николаус Ювенел като художник на портрети в Аугсбург. Той организира големи празненства с дълги с часове фойерверки.
През 1595 г. получава удар. Фирмата поема брат му Ханс. Маркус умира през 1597 г.

## Деца
Маркус Фугер и Сибила фон Еберщайн (* 1531; † 6 септември 1589) имат 14 деца:
- Катарина Фугер (*/† 1557)
- Йохана Фугер (* 24 април 1558; † 29 януари 1597), омъжена на 6 май 1576 г. за граф Карл фон Волкенщайн († 10 януари 1597)
- Анна Фугер (*/† 1559)
- Георг фон Кирхберг-Вайсенхорн (* 11 юли 1560; † 16 януари 1634, Рива), господар на Нордендорф и Вьорт, имперски съветник, президент на тайния съвет и имперски представител в Република Сан Марко, женен на 3 февруари 1583 г. в Тренто за баронеса Хелена Мадруцо (1562/1564 – 1627); имат 17 деца
- Регина Фугер (* 3 септември 1561; † 28 февруари 1562)
- Антон Фугер фон Кирхберг (* 1 април 1563; † 24 юли 1616), фрайхер, женен I. на 25 февруари 1591 г. за Барбара фон Монфор (* 6 март 1554; † 26 септември 1599), II. на 18 октомври 1602 г. за Мария Елизабета Фугер фон Кирхберг-Вайсенхорн (* 24 април 1584; † 24 юли 1636)
- Мария Магдалена Фугер (* 30 април 1566; † 29 май 1646 в Биберсбург, Унгария), омъжена на 5 юни 1583 г. в Аугсбург за граф Миклос II Палфи аб Ердьод (* 10 септември 1552; † 23 април 1600)
- Вилхелм Фугер (* 30 април 1566; † 25 юли 1566)
- Сузана Фугер (*/† 1567)
- Филип Фугер-Бибербах (* 19 юни 1567; † 2 април 1601), женен на 21 ноември 1594 г. в Аугсбург за Барбара Фугер (* 7 ноември 1577; † 4 май 1605)
- Анна Сибила Фугер (* 10 април 1569; † 16 ноември 1634, Вюрцбург), омъжена на 9 февруари 1587 г. в Аугсбург за граф Волфганг Якоб фон Шварценберг (* 25 септември 1560; † 20 май 1618)
- Елизабет Фугер (* 10 юни 1570; † 12 май 1596, Валерщайн), омъжена на 2 октомври 1589 г. в Аугсбург за граф Вилхелм III фон Йотинген-Шпилберг (* 10 септември 1570, Валерщайн; † 3 януари 1600, Валерщайн)
- Хелена Фугер (* 14 март 1572; † 20 август 1618), монахиня в Инцигкофен
- Албрехт Фугер-Кирхберг и Вайсенхорн-Велден (* 10 януари 1574; † 5 февруари 1614, Оберндорф), женен на	5 май 1595 г. за Вероника Фугер (* 4 август 1578; † 15 януари 1645)